# Акжайык (футбольный клуб)
«Акжайы́к» — казахстанский футбольный клуб из Уральска, основанный в 1968 году. Матчи проводит на стадионе имени Петра Атояна.

## Названия
- 1968—1997 — «Уралец».
- 1997—1999 — «Нарын».
- 1999—2004 — «Батыс».
- 2004—2025 — «Акжайык».

## История

### Советский период
В 1968—1969 гг. выступал в третьем по силе дивизионе первенства СССР (тогда именовавшемся класс «Б»), в зоне «Казахстан», был середняком турнира, заняв соответственно 11-е и 12-е места (в обоих розыгрышах участвовало по 21 команде). В 1970 г. «Уралец» после некоторых изменений в системе лиг оказался в 4-м по силе дивизионе (который имел название класс «Б», а третий по силе дивизион сменил название на вторая группа «А»). Там в том сезоне он занял 14-е место из 16-ти команд в зоне «Казахстан» и после этого на некоторое время утратил статус команды мастеров, выступая в региональных соревнованиях. В 1980—1982 гг. «Уралец» вновь выступал в третьем по силе дивизионе (второй лиге), в зонах для среднеазиатских команд. Все три сезона клуб был одним из аутсайдеров (соответственно 16-е место из 20-ти, 17-е из 19-ти и последнее из 19-ти). В конце 80-х клуб вновь вернулся в общесоюзные соревнования, провёл сезон-1989 во второй (третьей по силе) лиге, где занял 17-е место из 18-ти команд, в 1990—1991 гг. выступал во второй низшей лиге (четвёртой по силе), где занял соответственно 18-е и 17-е места (в обоих розыгрышах участвовало по 19 команд).
В 1968—1970, 1980—1982, 1989—1991 — участник 9 чемпионатов СССР (класс «Б» — 3, вторая лига — 6). В 326 матчах +69=58-199, мячи 257—578. В розыгрышах Кубка СССР участия не принимал.

### Выступления в первенствах Казахстана
После распада СССР «Уралец» получил место в высшем дивизионе чемпионата Казахстана. Он выступал в лиге в течение первых трёх сезонов в её истории, не будучи в числе сильнейших команд. В 1993 г. сменил название на «Уралец»-АРМА. В сезоне-1994 клуб занял последнее, 16-е место в высшей лиге и покинул её. В 1995 и 1997 гг. выступал в первой (второй по силе) лиге (в 1996 г. розыгрыш первой лиги не проводился, данных о выступлениях клуба в том году нет). В 1998 году клуб, сменивший название на «Нарын», вновь выступал в высшей лиге, став главным аутсайдером сезона (последнее, 14-е место, ни одной победы, три ничьи и 23 поражения в 26 играх). В 2003—2004 гг. клуб снова выступал в высшей лиге, был исключён из числа участников за несоблюдение трудовых соглашений игроков. В первенстве 2007 года занял 2-е место в конференции «Юго-Запад» первой казахстанской лиги, играл в финале четырёх, где занял последнее место. В 2009 году занял 2-е место в первой лиге и вышел в Премьер-лигу (в стыковом матче со счётом 3:2 был обыгран клуб Премьер-лиги «Окжетпес», который, впрочем, также сохранил место в лиге ввиду исключения «Востока»). Также в сезоне-2009 «Акжайык» установил рекорд посещаемости в первой лиге — 5000 зрителей. С сезона-2012 возвратился в Премьер-Лигу ввиду увеличения состава лиги до 14 команд.

## Достижения
Кубок Казахстана
- Финалист: 2022
- Первая лига Казахстана по футболу
- Победитель (1): 2015
- Серебряный призёр (4): 1997, 2002, 2009, 2020
- Бронзовый призёр (1): 2019

## Стадионы
1. Имени Петра Атояна (построен в 1954 году, размеры поля — 105×70 м, вместимость — 8500 мест, пластиковые сиденья).
2. «Акжайык-арена» (вместимость — 2000 мест, пластиковые сиденья, искусственное поле 5-го поколения).

## Состав
| 1  | Флаг Казахстана | Вр  | Азат Бакитов          | 2002 |  |  |  |  |
| 55 | Флаг Казахстана | Вр  | Максот Арыстанов      | 2004 |  |  |  |  |
| 99 | Флаг Казахстана | Вр  | Александр Латычевский | 2007 |  |  |  |  |
|    |                 |     |                       |      |  |  |  |  |
| 5  | Флаг Казахстана | Защ | Владимир Покатилов    | 1992 |  |  |  |  |
| 33 | Флаг Казахстана | Защ | Саламат Гайсиев       | 2004 |  |  |  |  |
|    |                 |     |                       |      |  |  |  |  |
| 10 | Флаг Казахстана | ПЗ  | Адилет Булатов        | 1998 |  |  |  |  |
| 17 | Флаг Казахстана | ПЗ  | Ислам Амангелдиев     | 2005 |  |  |  |  |
| 19 | Флаг Казахстана | ПЗ  | Магомед Оджиев        | 2001 |  |  |  |  |

| 21 | Флаг Казахстана | ПЗ  | Темирлан Умбетов | 2004 |  |  |  |  |
| 23 | Флаг Казахстана | ПЗ  | Ерасыл Мурат     | 2006 |  |  |  |  |
| 71 | Флаг Казахстана | ПЗ  | Айбар Ахмет      | 2006 |  |  |  |  |
|    |                 |     |                  |      |  |  |  |  |
| 91 | Флаг Казахстана | Нап | Чингиз Кубашев   | 2006 |  |  |  |  |
| 77 | Флаг Казахстана | Нап | Иван Геронимус   | 2007 |  |  |  |  |

## Тренеры
За всю историю команды её возглавляли:
- Валентин Гаврилов (1968 — июнь 1969)
- Станислав Каминский (июль — декабрь 1969)
- Пётр Боголюбов (1970)
- Анвар Бикулов
- Михаил Тягусов (1980—1981)
- Юрий Петров (1982)
- Геннадий Плотников (1989 — июнь 1989)
- Анатолий Ионкин (июнь 1989—1990)
- Виталий Немолочнов (1991)
- Владимир Малышев (1992)
- Геннадий Плотников (1993)
- Михаил Адаев (1998—1999)
- Алаш Утеушов (январь — декабрь 2002)
- Михаил Абдулгазин (февраль — июнь 2003)
- Виктор Заречный (июнь — август 2003)
- Борис Журавлёв (август 2003 — апрель 2004)
- Бахыт Жусупов (апрель 2004—2004)
- Виктор Каблов (2008—2009)
- Андрей Чернышов (Россия) (январь 2010 — июнь 2011)
- Саулюс Ширмялис (Литва) (июль 2011 — февраль 2012)
- Йозеф Шкрлик (Словакия) (2012)
- Погос Галстян (Армения/Россия) (2013 — июнь 2013)
- Любомир (Люпко) Петрович (Сербия) (июль 2013 — ноябрь 2013)
- Бауржан Баймухамедов (декабрь 2013 — июнь 2014)
- Сергей Волгин (июнь 2014 — июнь 2015)
- Талгат Байсуфинов (июнь 2015 — июнь 2016)
- Вахид Масудов (июль 2016 — декабрь 2017)
- Владимир Мазяр (Украина) (декабрь 2017 — май 2018)
- Сергей Зайцев (Украина) (июль 2018 — май 2019)
- Артур Авакянц (май 2019 — октябрь 2020)
- Владимир Мазяр (Украина) (январь 2021 — июль 2022)
- Олег Беженарь (2022, с августа)
- Игорь Прохницкий (с января 2023)

## Финансовая деятельность
В 2017 году ФК «Акжайык» был выдвинут на торги, клуб оценили в 2,4 млн тенге. На продажу тогда была выставлена и сама команда и футбольный центр, а стадион, спецтехника и здания должны были быть переданы государству. Однако торги оказались безуспешными. Акимату области вновь пришлось провести финансирование клуба из областного бюджета «на выполнение работ государственного заказа для подготовки и участия команды на национальном и международном уровне» в размере 966 миллионов тенге. Поэтому бюджет клуба снова на 99 % состоит из государственных средств. Из этой суммы на зарплаты клуб потратил 505 млн тенге при средней численности сотрудников вместе с игроками — 120 человек. Акимат поставил команде главную задачу — достойное представление Уральска в рамках национальных турниров. В 2025 году клуб был расформирован благодаря нынешнему руководству клуба.  

## Вторая команда
В 2003—2007 годах в первой лиге играла вторая команда, названия: «Батыс плюс», «Акжайык-2», «Жастар». С 2016 года во второй лиге играет команда «Акжайык U-21».